# Offtひたちなか
offtひたちなか（オフトひたちなか）は、茨城県ひたちなか市新光町にある特別区競馬組合（大井競馬場）の場外勝馬投票券発売所である。

## 概要
2004年8月、東京都競馬によって開設された。大井競馬を始めとする南関東公営競馬及び広域発売競走の馬券を発売する他、J-PLACEひたちなかとして日曜日を中心にJRAの馬券も発売する（後述）。

## 施設案内
- 1階…総合案内所、指定席発売所、一般席、投票所（自動発売機10台、自動発払兼用機8台、受付1窓）、売店、自販機コーナー

- 2階…一般席、投票所（自動発売機8台、自動発払兼用機4台、受付1窓）、キッズルーム、コミュニティ広場

　※2階の一般席及び投票所は、GI開催日など特定の日のみ開放される。
- 3階…指定席（パークシート、ハーバーシート、フレンドルーム）、投票所

館内は禁煙であるが、各階に喫煙所が用意されている。

## J-PLACEひたちなか
日本中央競馬会（JRA）からの委託を受け、地方競馬共同トータリゼーターシステムを利用したJRAの馬券を発売している。
以前は南関東公営競馬との重複開催日及び平地GI開催日に限られていたが、2016年4月より毎週日曜日に拡大して発売されるようになった。
なお、重賞の前日発売は行わない。

## 発売・払戻時間

### 南関東競馬開催日
発売・払戻
ナイター開催時 14:30-
昼間開催時 10:00-または10:30- ※第1レース発走時刻による

### J-PLACE開催日
発売・払戻
9:30-

## 発売レース
全レース100円以上100円単位で発売。

## 交通
- 東水戸道路ひたちなかインターチェンジより車で約5分
  - 駐車場は1,000台分以上あり、無料で駐車できる。
  - 施設近辺には国営ひたち海浜公園やファッションクルーズニューポートひたちなか、ひたちなか市民球場などがあり、週末やイベント開催時には周辺道路が混雑するので注意が必要。
- JR東日本勝田駅及び水戸駅より無料送迎バス運行

## 参照
1. ↑  沿革東京都競馬株式会社、2018年1月13日閲覧。
2. ↑  Ｊ－ＰＬＡＣＥひたちなか（オフトひたちなか）における発売日を拡大します【２０１６年４月以降】JRA日本中央競馬会、2018年1月13日閲覧。